# WKBL 챔피언 목록
한국여자프로농구 (WKBL) 챔피언 결정전은 WKBL의 포스트시즌 챔피언을 가리기 위한 대회이다. 아산 우리은행 위비는 28번의 챔피언 결정전 가운데 10회 승리를 거두며, 최다 우승을 차지한 팀이다.

## 경기 수
출범 이후 2000년 여름리그까지는 3전 2선승제로 열렸으며, 2001년 겨울리그부터는 5전 3선승제로 열리고 있다.

## 방식
플레이오프가 시행되기 전인 2000년 겨울리그까지는 정규리그 1 · 2위 팀이 그대로 챔피언 결정전을 치렀다. 2000년 여름리그부터 2011-12 시즌까지는 정규리그 1 · 4위 플레이오프와 2 · 3위 플레이오프 승리팀이 챔피언 결정전을 치렀다. 2013-14 시즌부터는 정규리그 1위가 챔피언 결정전에 직행하고 2 · 3위 팀이 플레이오프를 통해 챔피언 결정전 진출팀을 가린다. (2012-13 시즌의 경우에는 3 · 4위간 준플레이오프 승리팀이 2위 팀과 플레이오프를 치렀다.) 2020-21 시즌부터는 다시 정규리그 1 · 4위 플레이오프와 2 · 3위 플레이오프 승리팀이 챔피언 결정전을 치렀다
2-2-1 홈 앤 어웨이(정규리그 1위팀의 홈 구장에서 1 · 2 · 5번째 경기가 진행) 방식으로 2013년 챔피언 결정전부터 현재까지 진행되고 있다.

## 챔피언
| 굵은 글씨 | WKBL 챔피언 결정전 우승팀 |

### 1998-2000
| 연도      | 정규리그 1위      | 감독   | 결과 | 정규리그 2위    | 감독   |
| --------- | ----------------- | ------ | ---- | --------------- | ------ |
| 1998 여름 | 삼성생명 페라이온 | 정태균 | 2–1  | 신세계 쿨캣     | 이문규 |
| 1999 겨울 | 한빛은행 한새     | 유수종 | 0–2  | 신세계 쿨캣     | 이문규 |
| 1999 여름 | 삼성생명 페라이온 | 정태균 | 2–0  | 현대 하이페리온 | 진성호 |
| 2000 겨울 | 삼성생명 페라이온 | 정태균 | 2–0  | 현대 하이페리온 | 진성호 |

### 2000-2012
| 연도      | 1 · 4위 플레이오프 승리 | 감독   | 결과 | 2 · 3위 플레이오프 승리 | 감독   |
| --------- | ----------------------- | ------ | ---- | ----------------------- | ------ |
| 2000 여름 | 신세계 쿨캣             | 이문규 | 2–0  | 현대 하이페리온         | 진성호 |
| 2001 겨울 | 한빛은행 한새           | 박명수 | 1–3  | 삼성생명 비추미         | 유수종 |
| 2001 여름 | 광주 신세계 쿨캣        | 이문규 | 3–2  | 청주 현대 하이페리온    | 정덕화 |
| 2002 겨울 | 천안 국민은행 세이버스  | 박광호 | 2–3  | 광주 신세계 쿨캣        | 이문규 |
| 2002 여름 | 수원 삼성생명 비추미    | 박인규 | 1–3  | 청주 현대 하이페리온    | 박종천 |
| 2003 겨울 | 춘천 우리은행 한새      | 박명수 | 3–1  | 수원 삼성생명 비추미    | 박인규 |
| 2003 여름 | 수원 삼성생명 비추미    | 박인규 | 1–3  | 춘천 우리은행 한새      | 박명수 |
| 2004 겨울 | 수원 삼성생명 비추미    | 박인규 | 1–3  | 인천 금호생명 팰컨스    | 김태일 |
| 2005 겨울 | 춘천 우리은행 한새      | 박명수 | 3–1  | 수원 삼성생명 비추미    | 정덕화 |
| 2005 여름 | 춘천 우리은행 한새      | 박명수 | 0–3  | 안산 신한은행 에스버드  | 이영주 |
| 2006 겨울 | 춘천 우리은행 한새      | 박명수 | 3–1  | 안산 신한은행 에스버드  | 이영주 |
| 2006 여름 | 천안 KB 세이버스        | 최병식 | 2–3  | 용인 삼성생명 비추미    | 정덕화 |
| 2007 겨울 | 안산 신한은행 에스버드  | 임달식 | 3–2  | 용인 삼성생명 비추미    | 정덕화 |
| 2008      | 안산 신한은행 에스버드  | 임달식 | 3–0  | 용인 삼성생명 비추미    | 이호근 |
| 2009      | 안산 신한은행 에스버드  | 임달식 | 3–0  | 용인 삼성생명 비추미    | 이호근 |
| 2010      | 안산 신한은행 에스버드  | 임달식 | 3–1  | 용인 삼성생명 비추미    | 이호근 |
| 2011      | 안산 신한은행 에스버드  | 임달식 | 3–0  | 구리 KDB생명 위너스     | 김영주 |
| 2012      | 안산 신한은행 에스버드  | 임달식 | 3–0  | 청주 KB 스타즈          | 정덕화 |

### 2013-2020
| 연도 | 정규리그 1위       | 감독   | 결과 | 플레이오프 승리            | 감독   |
| ---- | ------------------ | ------ | ---- | -------------------------- | ------ |
| 2013 | 춘천 우리은행 한새 | 위성우 | 3–0  | 용인 삼성생명 블루밍스 (3) | 이호근 |
| 2014 | 춘천 우리은행 한새 | 위성우 | 3–1  | 안산 신한은행 에스버드 (2) | 임달식 |
| 2015 | 춘천 우리은행 한새 | 위성우 | 3–1  | 청주 KB 스타즈 (3)         | 서동철 |
| 2016 | 춘천 우리은행 한새 | 위성우 | 빈칸 | 빈칸                       | 빈칸   |
| 2017 | 아산 우리은행 위비 | 위성우 | 3–0  | 용인 삼성생명 블루밍스 (2) | 임근배 |
| 2018 | 아산 우리은행 위비 | 위성우 | 3–0  | 청주 KB 스타즈 (2)         | 안덕수 |
| 2019 | 청주 KB 스타즈     | 안덕수 | 3–0  | 용인 삼성생명 블루밍스 (3) | 임근배 |
| 2020 | 아산 우리은행 위비 | 위성우 |      | 플레이오프 미개최          |        |

### 2021-현재
| 연도 | 1 · 4위 플레이오프 승리    | 감독   | 결과 | 2 · 3위 플레이오프 승리   | 감독   |
| ---- | -------------------------- | ------ | ---- | ------------------------- | ------ |
| 2021 | 용인 삼성생명 블루밍스 (4) | 임근배 | 3–2  | 청주 KB스타즈 (2)         | 안덕수 |
| 2022 | 청주 KB스타즈 (1)          | 김완수 | 3–0  | 아산 우리은행 우리WON (2) | 위성우 |
| 2023 | 아산 우리은행 우리WON (1)  | 위성우 | 3–0  | 부산 BNK 썸 (2)           | 박정은 |
| 2024 | 청주 KB스타즈 (1)          | 김완수 | 1–3  | 아산 우리은행 우리WON (2) | 위성우 |

## 팀별 결과
| 팀                     | 승 | 패 | 합 | 우승 연도                                                                                  | 준우승 연도                                                                                          |
| ---------------------- | -- | -- | -- | ------------------------------------------------------------------------------------------ | --- |
| 아산 우리은행 우리WON  | 12 | 4  | 16 | 2003 겨울, 2003 여름, 2005 겨울, 2006 겨울, 2013, 2014, 2015, 2016, 2017, 2018, 2023, 2024 | 1999 겨울, 2001 겨울, 2005 여름, 2022                                                                |
| 인천 신한은행 에스버드 | 8  | 6  | 14 | 2002 여름, 2005 여름, 2007 겨울, 2008, 2009, 2010, 2011, 2012                              | 1999 여름, 2000 겨울, 2000 여름, 2001 여름, 2006 겨울, 2014                                          |
| 용인 삼성생명 블루밍스 | 6  | 12 | 18 | 1998 여름, 1999 여름, 2000 겨울, 2001 겨울, 2006 여름, 2021                                | 2002 여름, 2003 겨울, 2003 여름, 2004 겨울, 2005 겨울, 2007 겨울, 2008, 2009, 2010, 2013, 2017, 2019 |
| 부천 하나원큐          | 4  | 1  | 5  | 1999 겨울, 2000 여름, 2001 여름, 2002 겨울                                                 | 1998 여름                                                                                            |
| 청주 KB스타즈          | 2  | 7  | 9  | 2019, 2022                                                                                 | 2002 겨울, 2006 여름, 2012, 2015, 2018, 2021, 2024                                                   |
| 부산 BNK 썸            | 1  | 2  | 3  | 2004 겨울                                                                                  | 2011, 2023                                                                                           |

## 최다 대진
| 횟수 | 대진                                                          | 전적          | 연도                                                         |
| ---- | ------------------------------------------------------------- | ------------- | ------------------------------------------------------------ |
| 7    | 현대 하이페리온/신한은행 에스버드 대 삼성생명 페라이온/비추미 | 신한은행, 5–2 | 1999 여름, 2000 겨울, 2002 여름, 2007 겨울, 2008, 2009, 2010 |
| 6    | 한빛은행 한새/우리은행 한새/위비 대 삼성생명 비추미/블루밍스  | 우리은행, 5–1 | 2001 겨울, 2003 겨울, 2003 여름, 2005 겨울, 2013, 2017       |
| 4    | 우리은행 한새/위비/우리WON 대 KB스타즈                        | 우리은행, 3–1 | 2015, 2018, 2022, 2024                                       |
| 3    | 우리은행 한새 대 신한은행 에스버드                            | 우리은행, 2–1 | 2005 여름, 2006 겨울, 2014                                   |
| 3    | 삼성생명 비추미/블루밍스 대 KB세이버스/KB스타즈               | 삼성생명, 2–1 | 2006 여름, 2019, 2021                                        |
| 2    | 신세계 쿨캣 대 현대 하이페리온                                | 신세계, 2–0   | 2000 여름, 2001 여름                                         |

## 비고
1. ↑  한빛은행 한새, 춘천 우리은행 한새, 아산 우리은행 위비 기록 포함
2. ↑  청주 현대 하이페리온, 안산 신한은행 에스버드 기록 포함
3. ↑  삼성생명 페라이온, 수원 삼성생명 비추미, 용인 삼성생명 비추미 기록 포함
4. ↑  광주 신세계 쿨캣 기록 포함
5. ↑  천안 국민은행 세이버스 기록 포함
6. ↑  인천 금호생명 팰컨스, 구리 KDB생명 위너스 기록 포함

## 같이 보기
- WKBL 챔피언 결정전
- WKBL 챔피언 결정전 MVP